# Armigeres joloensis
Armigeres joloensis är en tvåvingeart som först beskrevs av Frank Ludlow 1904.  Armigeres joloensis ingår i släktet Armigeres och familjen stickmyggor.
Artens utbredningsområde är Filippinerna. Inga underarter finns listade i Catalogue of Life.